# Fazenda vertical
A horta vertical (vertical farm em inglês) é um conceito de agricultura para o cultivo de plantas dentro de edifícios ou de vários andares de arranha-céus, muitas vezes chamado farmscrapers, termo derivado do inglês skyscraper. Nestes edifícios, que funcionariam como estufas de grande dimensão, a agricultura envolve o uso de tecnologias como a hidroponia para auxiliar no crescimento das plantas. Alguns projetos incluem a prática de pecuária (especialmente aves) nos pisos inferiores.
O conceito foi desenvolvido em 1999 pelo biólogo Dickson Despommier da Universidade de Columbia em Nova York, embora esta ideia tenha predecessores como uma visão do físico Cesare Marchetti, que em 1979, concebeu um conceito similar no artigo 1012 publicado em resposta ao relatório Os Limites do Crescimento. A atenção da mídia teve de esperar até 2007, quando Lisa Chamberlin publicou um artigo sobre o assunto na New York Magazine e, como resultado, vários veículos americanos e europeus publicaram sobre o assunto. Atualmente várias cidades estudam a construção de um farmscraper nos Estados Unidos, Canadá, Holanda Coreia do Sul, China e Emirados Árabes Unidos.

## Vantagens
A vantagem da introdução em larga escala desta tecnologia seria multiplicar a superfície cultivável praticamente sem custo, o que possibilitaria devolver vastas áreas de terra ao seu estado natural. Além disso, os defensores do conceito argumentam que esta técnica reduziria significativamente os custos de transporte e logística para o fato de que as fazendas verticais estarem localizado na vizinhança imediata dos consumidores.
Segundo Despommier, uma fazenda de 30 andares na vertical poderia alimentar mais de 10.000 pessoas.

## Viabilidade
Não há consenso entre os cientistas se o conceito é viável ou não.
Os defensores argumentam que as tecnologias necessárias já estão disponíveis hoje. Seria utilizada hidroponia para irrigar as culturas, energia solar e eólica para fornecer luz e calor para os níveis mais baixos e outras técnicas conhecidas na agricultura de estufa.
Os críticos argumentam que o consumo de energia dos níveis mais baixos seria tão elevado que o conceito seria muito caro para ser economicamente viável.

## Variantes

### Conceitos
Entre 2007 e 2009 na companhia dos Emirados Árabes Unidos italiana desenvolveu uma variante do conceito no qual se utiliza a água do mar e, portanto, não há desperdício de água potável. O conceito, chamado Seawater Vertical Farm combina as tecnologias da estufa de água marinha com conceito desenvolvido por Despommier.

### Variantes construídas
Em 2009 foram introduzidos no mercado o primeiro sistema de hidroponia vertical comercial. Nestes sistemas as colheitas crescem em vários níveis verticalmente sobrepostos, mas não necessariamente "andares" e em edifícios. O problema do gasto de energia pela necessidade de luz artificial é resolvida nos primeiros sistemas com rotação de culturas, o modo que cada planta é exposta à luz apenas durante o tempo necessário para crescer adequadamente. A primeira fazenda vertical na Europa, utilizando este sistema foi inaugurada em setembro de 2009 no zoológico de Paignton, no Reino Unido, para produzir alimentos para os animais no parque.